# 육지수
육지수(陸芝修, 1907년~1967년 6월 28일)는 대한민국의 경제지리학자이자 서울대학교 지리학과 교수를 지낸 교육인이다.

## 생애
도쿄제국대학을 졸업하고, 1936년부터 연희전문학교 교수, 경성제국대학 예과 강사를 지냈다. 
광복 이후 1945년 대한지리학회의 창설회원으로 부회장을 역임하였고, 1946년부터 서울대학교 상과대와 고려대학교 교수를 역임한 후 1955년에 서울대학교 문리과대학 교수로 임명되었다. 1958년 서울대학교 문리과대학에 지리학과를 신설하여 교수로 재직하였다. 
1963년 3월 25일에 서울대학교 신문연구소가 발족되자 초대 소장에 취임하였고, 1965년 설립된 인구문제연구소의 초대 이사장도 지냈다.
박정희 대통령의 영부인 육영수 여사의 사촌 오빠이며, 장재민 미주한국일보 회장의 장인이다.

## 저서
- 《경제지리학》
- 《통계학개론》
- 《석전육지수교수유고문집》